# 台中市公車132路
台中市公車132路目前行駛自北屯區行政大樓到朝陽科技大學，由台中客運營運，行經大里草湖、吉峰路。

## 歷史
- 本線原為公路客運6132路，路線名稱為（朝陽科技大學－崇德國中）。
- 2011年2月14日：本線移撥為台中市公車132路。
- 2011年12月12日：原民俗公園之端點，延駛至北屯區行政大樓。(與131路相同)
- 2012年8月1日：繞駛市立大里高中。
- 2012年9月24日：於尖峰時刻增開區間車（朝陽科技大學－台中火車站）。
- 2013年8月1日：調整行駛動線，原行駛中山路區間改駛民權路。[2]
- 2014年9月1日：132路區間車（903）停駛。[3]
- 2015年3月1日：「第一信用」撤站並併入「彰化銀行（臺灣大道）」。
- 2015年5月1日：「聖德禪寺」更名為「崇德青島路口」。
- 2016年8月1日：新增「吉峰東自強路口」。
- 2016年10月29日：配合「臺中市綠川排水環境營造計畫工程」及「臺中鐵路高架化第二階段工程」，將「綠川西站（民權路口）」裁撤改停靠「第一廣場」（往北屯區行政大樓方向站位）；「臺中火車站」往朝陽科技大學方向站位遷移至臺灣大道諾貝爾書局前。[4] [5] [6]
- 2017年8月1日：「兒童藝術館(勝利二路)」更名為「纖維博物館(勝利二路)」。
- 2019年10月21日：調整部分班次發車時刻。[7]
- 2019年12月12日：調整部分班次發車時刻。[8]
- 2020年9月11日：因應臺中火車站前後站連通道路計劃，往「朝陽科技大學」方向增加停靠「臺中車站(D月台)」、「新時代購物中心」、「忠孝公園」以及「臺中國小(忠孝路)」，取消停靠「第三市場」。
- 2020年9月15日：「臺中國小」更名為「臺中國小(臺中路)」。
- 2022年3月1日：「大里區公所」更名為「大新停車場」。
- 2024年6月3日：調整發車時刻。[9]
- 2025年1月1日：「頂厝里」更名為「進化北榮華街口」。[10]

## 路線基本資料
全程行車里數約19.1公里，全程行車時間約1小時20分。往朝陽科技大學66站，往北屯區行政大樓62站。
自北屯區行政大樓起，沿崇德路、進化北路、北屯路、三民路、台灣大道、建國路、大智北路、大智路、忠孝路、台中路、中興路 、勝利二路、建國路、大里路、東里路、國中路、中興路、吉峰路到朝陽科技大學。

### 時刻表
- 時刻表僅供參考，請以台中客運網站公告為準。
- 時刻表更新時間為2025年3月3日起適用。

| 台中市公車132路時刻列表 | 台中市公車132路時刻列表 | 台中市公車132路時刻列表 | 台中市公車132路時刻列表 |
| ----------------------- | ----------------------- | ----------------------- | ----------------------- |
| 朝陽科技大學開時刻      | 朝陽科技大學開備註      | 北屯區行政大樓開時刻    | 北屯區行政大樓開備註    |
| 05:40                   | 例假日停駛              | 06:10                   | -                       |
| 06:15                   | -                       | 06:40                   | 例假日停駛              |
| 06:35                   | 例假日停駛              | 07:05                   | 例假日及寒暑假停駛      |
| 07:00                   | -                       | 07:30                   | -                       |
| 07:35                   | -                       | 08:05                   | 例假日停駛              |
| 08:10                   | -                       | 08:30                   | -                       |
| 09:00                   | -                       | 08:50                   | -                       |
| 09:15                   | -                       | 09:40                   | -                       |
| 09:55                   | -                       | 10:20                   | -                       |
| 10:20                   | -                       | 10:40                   | -                       |
| 11:00                   | -                       | 11:25                   | -                       |
| 12:15                   | -                       | 11:40                   | -                       |
| 12:35                   | -                       | 12:20                   | -                       |
| 13:20                   | -                       | 13:35                   | -                       |
| 13:40                   | -                       | 14:00                   | -                       |
| 15:10                   | -                       | 14:40                   | -                       |
| 15:35                   | -                       | 15:00                   | -                       |
| 16:00                   | -                       | 16:35                   | -                       |
| 16:15                   | -                       | 17:05                   | -                       |
| 16:45                   | -                       | 17:35                   | -                       |
| 17:20                   | 例假日及寒暑假停駛      | 18:00                   | -                       |
| 18:55                   | -                       | 18:30                   | -                       |
| 19:15                   | -                       | 19:00                   | 例假日及寒暑假停駛      |
| 19:40                   |                         | 20:15                   | -                       |
| 20:10                   | -                       | 20:40                   | -                       |
| 22:30                   | -                       | 21:00                   | -                       |
| -                       | -                       | 21:30                   | -                       |

### 收費
依里程計費，刷電子票證10公里免費

票價查詢：台中市政府交通局－市區公車票價查詢系統（页面存档备份，存于）

### 停站
參見右側路線圖。

## 圖片集

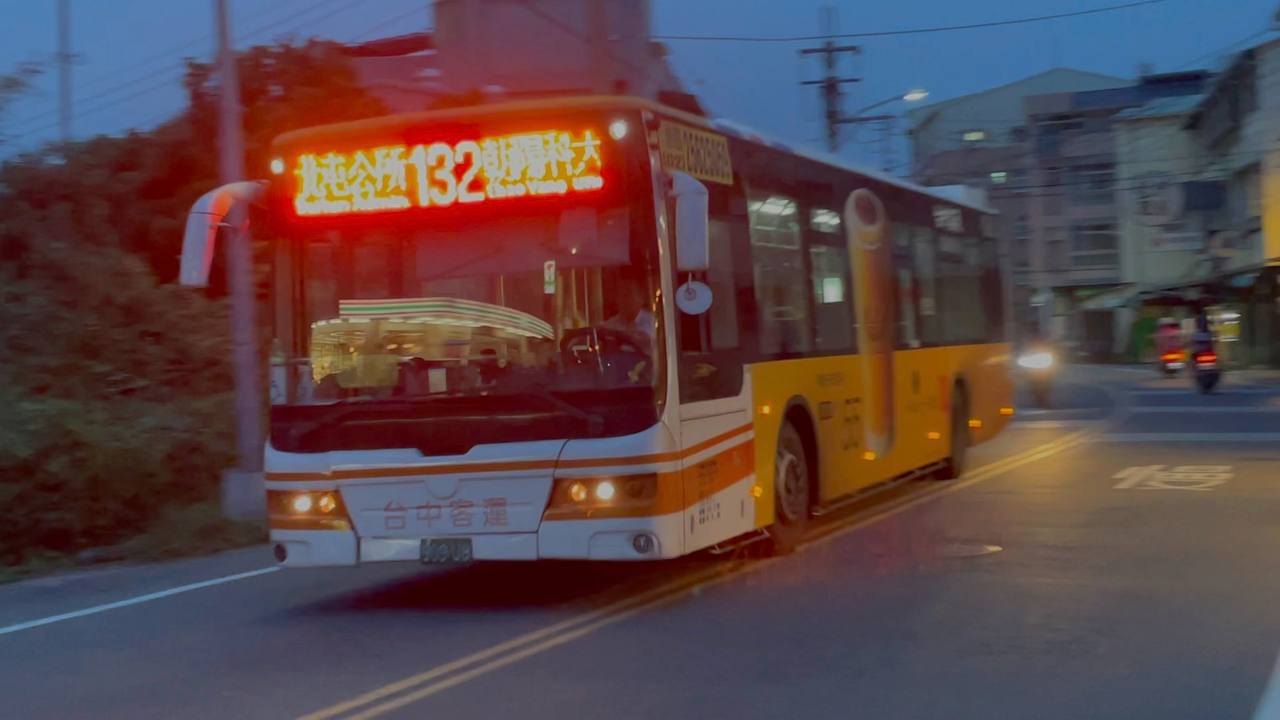
909-U8 行駛於132路
035-FC 行駛於132路